# ペーパーマリオ オリガミキング
『ペーパーマリオ オリガミキング』（英：PAPER MARIO: The Origami King）は、インテリジェントシステムズが開発し、任天堂より2020年7月17日に発売されたNintendo Switch用ゲームソフト。

## 概要
ペーパーマリオシリーズの第6作目（「マリオ&ルイージRPG ペーパーマリオMIX」を含むと第7作目）。「パズル×アクション」がテーマとされている。本作ではペーパークラフト風のマリオが初登場した「マリオストーリー」から20年を迎える20周年記念として「折り紙（オリガミ）」がメインのストーリーとなっており、この世界をオリガミの王国に作り替えることを企む“オリー（王）”を止めるべく、マリオはオリーの妹・“オリビア”とともに、さまざまな景色の土地を駆け抜け、謎を解き、オリーの手下であるオリガミ兵や強力なボスを倒しながら、オリーに占領されたピーチ城を目指していく。
また本作ではピーチ姫を捕らえる役割がオリーとなっているため、本作で登場するクッパとその手下達はマリオの敵としてではなく、味方として登場しており、バトルに補助として参加するだけでなく、物語終盤において、重要な役割を果たす立場となっている。
さらに、今回は例えば、ヘイホーやクリボー等の同じキャラであっても、ペーパークラフトとしての姿は味方、オリガミとしての姿が敵、となっているなど、前作と比べると、敵味方の区別が明確化されているのも特徴の1つで、これらによって住人として生活していたり、アイテムやアクセサリーの販売を担っているなど、前作以上にキノピオの立ち位置により近い立場になっている。
本作は「キノピオ」が主軸のキーキャラクターになっている。
『マリオストーリー』や『ペーパーマリオRPG』のように、仲間を連れて冒険する形を取っているが、その2作品と違い、ステージや、物語の進行によって入れ替わり立ち替わりで変化するようになっており、バトルの際も参加して援護攻撃を行い、マリオをサポートするが、本作は攻撃が空振りで終わることもある。また、『ドンキーコングシリーズ』や『メトロイドシリーズ』をモチーフにしたペーパークラフト風の被り物、『マリオカート8』に登場したルイージのカートがゲスト出演として登場する。また、本作は前作やスーパーシールに登場した扇風機や招き猫などのモノアイテムは登場こそするものの、入手することはできない。
本作はレベルの概念が存在せず、バトルで勝利しても経験値はもらえない。HPの増加には、フィールドのどこかに隠されたMAXUPハートを入手する必要がある。

## 登場人物

### 主要キャラクター
マリオ
キノコ王国のヒーローで、本作の主人公。ルイージと共に祭りに参加するがそこでオリーやオリガミ兵に襲われクッパ達と共にピーチ城から脱出。オリビアと共に敵の手中に落ちたピーチ城奪還を目指す。
オリビア
オリーの妹。本作のヒロイン。世界をオリガミ王国に作りかえようとする兄を止めるためマリオと行動を共にする。一人称は「わたし（まれに「わたくし」）」。天然キャラな言動を各所で見せたり娯楽施設などに興奮するなど、無邪気さが溢れる子供っぽい一面を持つ。元はオリガミ城の王の妹として同じく「いのち折り」で命を吹き込まれる予定だったが、職人を封印したオリーが己の目的のために完成させて命を吹き込んだ。しかし純真かつ芯の通った性格を持って生まれたことから、その兄とは折り合わず脱走している。
自らを折り直して別の姿のオリガミに変身できる能力を持ち、この能力を利用してカミさまを倒す度に倒したカミさまの姿に折り直す術を身に付けて変身することで、カミさまが持つ能力と同等の力を使うことが出来る。また、カミさまはオリジナルの姿では目が存在しないのに対し、オリビアが変身したオリガミは共通してオリビアと同じ目と頭の形が現れるようになっている。また自分以外の人物を折り直す事もでき、終盤ではオリーに対抗するために、クッパを紙相撲の姿に折り直して、戦いを繰り広げている。
最後は「オリー王に折られたものを全て元に戻す事」を千羽鶴に願い、ピーチ姫やオリガミ兵を元に戻したが、彼女自身も「オリー王に折られたもの」である為、ただの紙に戻ってしまい消滅してしまった。
ピーチ姫
キノコ王国の姫。物語の序盤でオリー王によりオリガミの姿にされてしまい、魔力で洗脳されオリーの野望に同意している。終盤でオリーによってさらに折られ、オリガミ城の壁に貼り付けられていた。
オリー（王）
自らを『王』と名乗るオリガミでオリビアの兄。本作の一連の事件の黒幕で最終ボス。当初は黄色のヘイホーの姿でオリガミに変えられたピーチ姫と共に登場し、後に本来の王らしい姿となって現れる。世界をオリガミ王国に作り変えようとしており、クッパの手下をオリガミ兵に変え、ピーチ城をカミテープで我が物とする。元はキノコ島の職人がオリガミ祭りに出展するオリガミ城の王としていのち折りによって命を吹き込まれた存在だが、職人を壁に閉じ込めて文房具と共に脱走。その時のとある事情により、職人らキノピオを憎んでいる。また、世界をオリガミ王国に作り替えるだけでは飽き足らず、全世界のキノピオら、全ての存在を白紙化しようと企んでいる。さらに、自身の目的の邪魔となる者、自身の思う通りに動かなかった手下等に対しては、たとえ、身内の者であっても容赦しない。
オリビア同様、自らを折り直して別の姿に変身できる能力を持ち、四体のカミさまにも変身可能で、オリビアと違い、四体全てが、元の紫の体色を基調とした独自の色合いを持ち、オリジナルやオリビア以上の力と能力を持つ。顔の部分はオリビア同様、オリーの顔の特徴や王冠の意匠が現れている。
実は職人を閉じ込めた理由は自分を折る際に自身の体に落書きを書かれたから。職人はある願いを込めて文章を書いたのだが、オリー自身に見えない位置に書かれた為何が書いてあるのか分からず自分を汚す行為としか認識しておらず、マリオ達との最終決戦での敗北後にオリビアに書かれた文字を読んで貰い全て誤解だった事を理解して改心し、自分の勘違いで取り返しが付かない悪事を行い罪の無いマリオ達やクッパ軍団にピーチを巻き込んだ事を謝罪し、オリビアに自分の折った千羽ヅルを託し、オリビアの手で自分を1000羽目のツルに折り、千羽ヅルを完成させ、そして、優しい心を持つオリガミのオリビアの願いを叶える事も託し、それが自分のせめてもの罪滅ぼしになると思い、消滅して命が無い只の普通のオリガミに戻ってしまった。
クッパ
カメ族の首領。手下もろともオリガミ祭りに招待されたところを襲撃され、オリーにより折られるが、中途半端に折られたおかげで洗脳されずに済んだ。オリガミに立ち向かうべくマリオと手を組み、終盤のクッパ城で再会。ホッチキスによって元に戻れなくなっており、ホッチキスを倒すことで元の姿に戻る。序盤では僅かしか登場しなかったが、終盤においてはオリーの居城に連れて行く手段を確保していたり、オリーとの最終決戦におけるオリーの第2形態の紙相撲戦での直接対決においては、オリビアの手により紙相撲の姿にして貰いオリーと激戦を繰り広げるなど、作中では非常に重要な役割を担う形となっている。
攻撃技は1列全員にダメージを与える「ファイアブレス」。また今作はペーパーマリオシリーズでは唯一マリオと敵対することはない。
ルイージ
マリオの双子の弟。序盤、兄のマリオと共にピーチ城へ向かい、閉じ込められた際にカギを探すために離脱する。途中、オリー王によりピーチ城を浮遊させ移動した際に行方不明となったが、城の跡地に残った壁の裏に封印されていたところを助け出される。
以降はピーチ城のカギを探すために各地を奔走し、マリオにカギを見つけてきたと自信満々に言うも、毎回違うカギを見つけてくる（しかしそれらのカギは結果的に各地のカミテープへ向かうための手がかりとなっている）。
ボムへい
記憶喪失で、ある理由により導火線が無い。マリオを兄貴と慕い、思い出作りをするために旅に同行。ハリボテ兵に橋から突き落とされたり、イガ球に跳ね飛ばされたり、ガボンに食われたりと何かとトラブルに巻き込まれやすい体質。オリビアからは「ボム平」と勘違いされている。語尾に「〜っす」とつける。天然な言動の多いオリビアのツッコミ役。また岩の下敷きになったオリビアを助けるため、かつての仲間の形見の導火線を使い岩を爆破する為に自爆を試みマリオは慌てて止めに入ったが間に合わず自爆して死亡した。オリビアは助かったもののオリビアはボムへいの死を知りショックを受けた。仲間の中で最も長い期間マリオと同行すると同時に唯一死亡する仲間でもある。
攻撃技はランダムに列の敵1体だけを攻撃する「たいあたり」。バサバサなどの飛んでいる敵には通用しない。
またOEDOランドの一角にある、借り物衣装を着て撮影が行える所があり、そこでどの種類の衣装で写真を撮っても、必ずボムへいが霊体として写るようになっており、死後もマリオとオリビアの側に寄り添っていることがうかがえる。
クッパJr.
クッパの息子。捕らわれた父親のクッパを助けるため、クッパJr.クラウンに乗っててんくうスパーランドに不時着したクッパ城に乗り込もうとするが、突如現れたハサミに襲われてクラウンと共にバラバラに切り裂かれ、落ちた衝撃でシワシワになり、さらに泥の上に落ちたことで泥だらけになってしまう。クラウンと体を元に戻すため、マリオとカメックと共に温泉巡りをし、途中で色が真っ白になってしまうトラブルも起こすが、何とか元の姿を取り戻す。その後は改めてクッパを助けるべくカメックと共に城へ乗り込むものの再びハサミに襲われてバラバラになってしまうが、ハサミを倒すことで完全に元に戻り、マリオの仲間になる。
カメック
クッパの側近の魔法使い。マリオやオリビアとはてんくうスパーランドを掃除しているときに出会うが、クッパ城がオリガミ兵に占拠された際、緊急事態のために用意した秘密のボタンを押そうとして間違えてエンジン停止のボタンを押してしまったためにてんくうスパーランドの宴会場に墜落させてしまい、賠償のために掃除をさせられている、と話す。その後、クッパ城前でバラバラにされてしまったクッパJr.を助けるため、マリオやオリビアと一緒に温泉巡りをする。クッパJr.が完全に元に戻った後はクッパ軍団を率いてクッパJr.と共に城へ乗り込むものの、ハサミに襲われてバラバラにされた上にヒャクメンハリボテメットの魔法攻撃役として利用されてしまう。しかし、ハサミを倒すことで完全に元に戻り、改めてマリオの仲間になる。クッパJr.のことは「ぼっちゃん」と呼んでいる。
バトルでは、隊列一列に対して魔法をぶつけて攻撃を行う。
ペーパーマリオシリーズとしては、初のマリオの味方側に回った形となり、様々な場面でマリオを手助けする他、危険察知が敏感であり、察知する度に足早に回避する様子を見せている。
キノピオ
世界各地に捕らわれていたり折り紙にされている。バトルでマリオのサポートをし、救出数が多いほどサポートが良くなっていく。ただし、コインが必要であり、掛けるコインによって、サポートの度合いが変化し、それによっては、完全自動で敵の整列を行ってくれたり、HPの回復もしくは、回復させるアイテムをなげてくれたり、敵に攻撃をしてくれたりする。
基本的にストーリーに関わるキノピオを除き、一人称は「私」で、敬語で話し、同じ服装をしている。斑点の模様は基本は赤だが、青、黄色、緑、紫など様々な色違いの個体が存在する。
本作は「キノピオ」が重要味を帯びたストーリーになっている。また、折られたキノピオを救出する要素は100％クリアに必須な事項である。
大博物館の館長キノピオ
キノピオタウンで活動している博物館の管理者の黄キノピオ。キノピオタウンの地下にあるラクガキ水路でハリボテ兵に襲われた後に隠れたらしく、光る赤ランプで明かりが点いた後にマリオによって救出された。その後にキノピオタウンの大博物館の手助けを借りてマリオの冒険をサポートしてくれる。
バトル研究所のキノピオ
キノピオタウンで活動しているトレーニング研究所の赤キノピオ。ピクニックロードで見張り番をしている際に赤い犬の姿に変えられてしまったが、マリオによって救出された。その後にキノピオタウンのキノコ形施設の地下にてバトルのレッスンの手助けを借りてマリオの冒険をサポートしてくれる。
発明家キノピオ
ピクニックロードにある研究所で活動している黄キノピオ。未知の科学を追い求める科学のキノピオが日々研究と発明を使いマリオの冒険をサポートしてくれる。
川くだり屋のキノピオ
モミジ山からかぜわたり谷まで木のボートで活動している青キノピオ。水ガミ様のホコラでサルの姿に変えられており、「開いたツナの缶詰」をあげて食いついた際にハンマーを叩くと元に戻る。その後は元の仕事に戻る。初登場時は敬語だが、それ以降は訛った口調で話している。
考古学者キノピオ
ヤケスナ大さばくで活動している考古学者の黄キノピオ。一人称は「私」。古代文字の解読や、砂の下に埋まっているものを掘ってくれる。好奇心旺盛で古代人を探し求めているが、根はキノピオらしく気弱でキノピチュいせきに潜入した際は暗さに怯え、ミイラハリボテクリボーや顔無しキノピオに遭遇した際はパニックに陥っている。オリビアからは「先生」と呼ばれている。
攻撃技は地面から掘り起こしたコインを1列全体に飛ばして攻撃する「スコップほり」。
船乗りキノピオ
キノピオタウンで活動している船乗りの青キノピオ。モミジ山のローブウェイ乗り場の近くで魚の姿に変えられてしまったが、マリオによって救出された。その後はキノピオタウンの港にてキャプテン・ピオと共にマリオの冒険をサポートしてくれる。
キャプテン・ピオ
古代人の探検家。一人称は「オレ」。常に目を瞑ってカッコ付けている。太陽の祭壇の下で、ある理由で氷漬けの状態でいたところをマリオと考古学者キノピオに発見される。救出後は港にて自身（盗品）の潜水艦を使いマリオの冒険をサポートしてくれる。マリオシリーズ初の悪人のキノピオであり、スーパーマリン号は盗品である。
DJブースのキノピオ
キノピサンドリアのホテルで活動しているサングラスをかけた紫キノピオ。いせきの中だろうが、プールサイドだろうが、ベストな音を鳴らす。パンチに脅されていた時は敬語で話していたが、マリオによって解放されてからはDJらしい口調で話すようになり、また黄色ムーチョから師匠と慕われるようになった。
オリガミ職人
大海原のキノコ島の家に住む緑キノピオ。一人称は「私」。オリガミ祭りに出展する作品を制作しており、折った紙に生命を吹き込む「イノチおり」でオリーを折ったが、ある理由により怒った彼に封印されている。
本作における事件が起きる一端を担ってしまう形となったのと同時に、オリビアにオリーの対抗策を教えたり、終盤における事件収束の方法に繋がる手段の体裁を整える段階に於いて非常に重要な役割を果たす立場の一人ともなっている。
キャサリン
ピンク色の恐竜。デクの山にて生気のない姿で登場したがその後泉の力で復活する。その後はOEDO大劇城で行われた演劇の主演女優として再登場。天空スパーランドのヒミツのおんせんにあるカフェのオーナーでもある。マリオのことを気に入っている。
また、2003年発売の『マリオ&ルイージRPG』にて女優を目指しているという発言があり、本作でそれが実現した。

### カミさま
土、水、火、氷のそれぞれの力をつかさどるカミさま。四神をモチーフとしている。オリー王によってオリガミにされているが、倒すとオリビアが織り方を習得してその力を使えるようになる。
土ガミさま
カメの姿をしており、砂を吐く攻撃を繰り出してくる。また、地面を自在に盛り上げたり下げたりすることが出来る。戦闘時では、敵全体に攻撃できるだけでなく、マリオの乗る床を盛り上げている事で、一部を除いて敵の攻撃を回避できる効果を発揮する。モチーフは玄武。
水ガミさま
青い竜の姿をしており、水を吐く攻撃を繰り出してくる。また、水を発生させ自在に操る事で干上がった水辺を回復させる事が出来る。戦闘時では、敵全体に攻撃できるだけでなく、敵の纏った炎やパネルに着いた火を消す効果を発揮する。モチーフは青龍。
火ガミさま
赤い鳥の姿をしており、炎を吐く攻撃を繰り出してくる。また、炎を操る事で障害物を燃やしたり周囲を明るくすることが出来る。戦闘時では、敵全体に攻撃できるだけでなく、敵の纏った氷等を溶かす効果を発揮する。モチーフは朱雀。
氷ガミさま
シロクマの姿をしており、氷を作り出す能力を持ち口からは冷凍ビームを吐く。また、氷を操る事で水辺を凍らせて足場にする事が出来る。戦闘時はこの能力を使うことで、敵を氷漬けにして動きを止めることが可能であり、これにより危険な攻撃を回避することができる効果がある。モチーフは白虎。

### ブンボー軍団
オリー王の手下。文房具そのものの姿をしており、各地のカミテープを守っている。元はオリガミ職人が使っていた道具で、それにオリーが魔力をかけて手下となっている。性別は言葉を発しないホッチキスを除けば、基本的に男性的だが、わゴムのみ女性よりの中性的な口調で話す。
全部で6体存在し、序列などは明言されていないが、他言語版でのおたからフィギュアのテキストでハサミがリーダーであることが示唆されている。
イロエンピツ
ミハラシタワーにて赤のカミテープを守っている「ミサイルアーティスト」。本名はジャン=ピエール・イロエンピツ12世。
一人称は「ミー」。「～ざんス」が口癖で嫌味な口調で話す。芸術家を気取っており、ミハラシタワーのいたるところに落書きを書いている。ブンボー軍団の中で最初に戦う存在である。
本体のペンケースから12本の色鉛筆・ミサイルを発射する。道中で色鉛筆ミサイルを撃ってマリオの妨害をしてくるほか、戦闘ではステージのあちこちに色鉛筆ミサイルを放ってくる。
わゴム
OEDO大劇城にて青のカミテープを守っている「ゴムゴムエンターテイナー」。輪ゴムを無数に束ねた塊が人に近い姿をとっている。本体は中にある1本の太いゴムバンド。一人称は「ワタクシ」。女性よりな口調で話している。
OEDO大劇場にいたキノピオたちを自身の輪ゴムで椅子に縛りつけ、逃げられないようにしている。目立ちたがり屋でマリオが活躍するのを快く思っていない。戦闘ではステージのあちこちに矢印と似た効果のある輪ゴムを設置してくる。
パンチ
キノピチュ遺跡にて黄のカミテープを守っている「ノリノリあなあけフリーク」。キノピサンドリアのキノピオの顔に穴をあけて奪い、捕らえている。一人称は「おれッチ」。若い男性の様な口調で話す。
音楽にうるさく、ダンサーのようにノリがよい性格だが口が悪い。気に入らない曲だとDJキノピオに暴言を吐いて脅迫するが、気に入った曲をチョイスしてくれた時は素直に褒めるなど、メリハリを付けている。戦闘では近くに居るとマリオの体に穴を開け最大体力を減らしたりステージギミックに穴を開け使えなくしてしまう（いずれも吐き出し攻撃で復活できる）。
セロハンテープ
ウナバラタワーにて紫のカミテープを守っている「いきがり　はりつけや」。塔の外壁にキノピオをテープで貼り付けている。一人称は「オレっち」。パンチと同じ、若い男性の口調で話す。
「夜露死苦」など当て字を使うヤンキーのような短気かつ横暴な性格(オリビア曰く「馴れ馴れしい」)だが、マリオに敗北すると途端に弱気になり、オリー王に助けを求めたりする。「台」と呼んでいるテープディスペンサーはセロハンテープにとって大切な相棒らしく、破壊されたら激しく激怒する。戦闘では最初は紫色のテープディスペンサーに乗っているが、本体はテープそのもので、攻撃を重ねてテープディスペンサーを破壊した後は、テープカッターを装着して、ステージにテープを貼り回転やスライドに制限をかけてくる。また、セロハンテープにジャンプ攻撃は一切通用せず、ジャンプで攻撃するとテープで受け止められてカウンターを食らってしまう。
ハサミ
クッパ城にて緑のカミテープを守っている「チョキチョキマニア」。クッパ城を占拠し、クッパを拘束したうえでクッパ軍団を切り刻んでばらばらにしていた。一人称は「ぼく」。他のブンボー軍団と比べると幼い口調で話す。
性格は子供の様に無邪気であっさりとしているが、クッパ軍団をバラバラに刻んだあげく、当人たちの意識を残したままヒャクメンハリボテメットに改造して楽しむ、いわゆるサイコパスであり、ブンボー軍団の中でも屈指の残酷さを持ち合わせている。戦闘では前半はハンデとしてケースを身に纏い刃による攻撃を自ら封印するが、後半戦ではケースを外し、ハサミの刃による即死攻撃を多用するようになる。また、ハサミの刃が上を向いている状態でジャンプ攻撃をしてもカウンターで即死させられてしまう。
ホッチキス
オリガミ城にてオリーを守る「王のばんけん」。番犬的存在のため喋ることはなく、犬の様に吠える。ペラペラに対して噛みつくことでオリガミ兵に変える力を持ち、クッパも折り畳まれたまま噛みつかれたことで元の姿に戻れなくなっていた。ブンボー軍団の中で最初に遭遇する存在である（ただし影のシルエットが一部映るのみで、全体像は確認できない）
戦闘では針を飛ばしたり連続で噛みつくなど、多段攻撃を駆使してくる他、強化された針を使い、より強力な攻撃をしてくる。

### その他
K.K.(カミナリ兄弟)
クッパ城の上で雲に乗り、マリオたちの侵入を防いでいる。各カミテープのステージでは、必ずカミさまが中ボスとして登場しているが、緑のカミテープのステージにはカミさまが存在しないため、彼らがその代わりを勤めることになる。
デクじい
デクの山の長老。キノピオやマリオたちペラペラな紙を嫌っており、マリオたちと初めて出会った際には体を切られて大きな切り株の状態になってしまっている。会話の際には弱々しさを見せたり咳き込む場面がある。途中でさらにオリガミ兵に体を抉られてしまう。
いのちのタネを食べると大木の「デク兄」として復活し、口調も若々しくなる。
デク兄（デクにい）
マリオから食べさせて貰った、いのちのタネを食べ若返ったデクじいで太く大きい木になった。若返った事も有ってか一人称が「オレ」へと変化して性格も逞しくなっている。他の木々達から「太くたくましい」と羨ましがられる。

## ゲームシステム
360°バトル
本作の戦闘はリング状のフィールドの周囲に敵がおり、中心にマリオがいる状態である。回転やスライドを駆使し、制限時間内に同じ敵を1列または2×2に整列することで敵に与えるダメージ量がアップする。ボス戦では逆にボスが中心におり、マリオはリング状の周囲を、進行ルートを作ってボスの元へ進み攻撃を行う。
アクションバトル
本作は上記のバトル以外にも、ハリボテ兵の敵とのバトルの場合は戦闘フィールドに移動せず、マップ上でそのままバトルとなる。ストーリー進行で3回このルールのボス戦も存在する。
カミの手
オリビアと共に行動中、魔法陣に乗ることで発動する。カミの手を使うと、マリオの手が紙でできたマジックハンドのような形へ巨大化し、壁をめくったり、木を叩いて倒したり、遠くにあるものを掴んだりすることができる。
カミッペラ
地面や壁が破れてしまった「スカスカ穴」を、カミッペラをばら撒くことによって修復できる。カミッペラは草花や木を叩いたり、敵を倒したりすることで入手可能となっており、持てるカミッペラの上限はカミテープを1つ壊すことで上がっていく。

## 曲
本作では全3曲の曲が有り歌詞も有るが、日本語でなく英語で歌われたり、BGMが流れるだけだったり、「ラ〜ララ〜」と声が流れるだけだったりする。曲が流れる際は歌詞が表示される。
ギンギン☆モリモリ
マリオにいのちのタネを食べさせて貰い、デクじいがデク兄に若返る際にデクの山でデクじい及びデク兄の側近の様な立場の3本の踊り子の木が、嬉しさ故に突如お尻振り振りしながら踊って歌った曲。曲は3本の踊り子の木が英語で歌う。この曲が流れるとマリオは腕を振りながら踊り出し、後ろ向きで腕を振りながら踊ったり、オリビアは体を左右に振って踊り出し、後ろ向きで体を左右に振って踊っていた。マリオ達が火ガミどうくつに入る際のヘキガの呪文を行う際に、オリビアにヘキガの呪文を歌って貰う前なら選択技でオリビアにリクエストして再度この曲を聞く事が出来て歌詞も表示され、マリオの踊りも見る事が出来るが、ここでは踊り子の木の様にボーカルが居ない為にBGMが流れるだけになっている。考古学者キノピオ曰く「お年寄りも  若返ってしまうようなノリのいい歌だな。」。
川の流れのごとく（かわのながれのごとく）
マリオとオリビアとボムへいが川くだり屋のキノピオにボートに乗せて貰った際に流れる曲。歌詞が表示されるがボーカルが居ない為にBGMが流れるだけの曲になっている。マリオ達が火ガミどうくつに入る際のヘキガの呪文を行う際に、オリビアにヘキガの呪文を歌って貰う前なら選択技でオリビアにリクエストして再度この曲を聞く事が出来る。考古学者キノピオ曰く「人生とは何か  考えさせられる深イイ歌だな。」。因みに本作の曲で唯一マリオが踊らない曲になっている。
ヘキガの呪文（ヘキガのじゅもん）
マリオとオリビアと考古学者キノピオが火ガミどうくつに入る際にオリビアが踊りながら歌った曲。火ガミどうくつに入る際は祈りを捧げる呪文と呪文に合わせた体の動きが重要で、更に美しい声と、しなやかな体で行わなければならず、その立場がぴったりだったのがオリビアで、オリビアは顔を真っ赤にして照れて嬉しがり、考古学者キノピオの指導の元、特訓を受けた。マリオがハンマーで火ガミどうくつに入る際の重要な鳥の像の向きを正しい位置に向けると突如石の地面からマイクが出現し、オリビアが踊りながら歌う事になる。この曲が流れると「ラ〜ララ〜」と声が流れるがマリオと考古学者キノピオがいつの間にか所持していたペンライトを両手で持って踊り出し、目が赤く光り鳥の像も石で出来た両方の羽から突如火がペンライトの形で出現し、体も左右に振りながら踊っている様子を見せ、更には何処からか出現した3つのフラッシュライトがオリビアを囲んでいた。この曲を歌い終えるとフラッシュライトと同じく何処からか出現した紙吹雪が噴き出し、しかも何処からか観客の歓声まで聞こえ「カミに会う儀式が成功した」と言う事で突如地面から火ガミどうくつの入口の目が赤く光り口が開いた大きな鳥の像が出現し、マリオ達は火ガミどうくつに行く事になる。

## 冒険の舞台
ピーチ城
オリー王によって火山に運ばれ、5色のカミテープで封印される。
赤カミテープエリア
デクの山
キノピオタウンの外れにある山で、オリーの魔の手から逃れる際、マリオとオリビアがここに不時着する。ここに生息する木は生きており、ひそひそ話をする。
キノピオタウン
ピーチ城の下に広がる城下町で、オリガミ祭りの舞台。港やロープウェイがある。最初はキノピオが一人もいない状態だが、救出した一部のキノピオはここに戻り、進行度合いによって賑わいを取り戻していく。
ラクガキすいろ
キノピオタウンとピーチ城の跡の外れにある水路で、マリオたち主要キャラクターの絵が描かれている。絵は誰かが描き続けているようであり、進行度合いに応じて増えていく。
ピクニックロード
キノピオタウンの東側の道。土ガミ寺院やセンサー研究所本部がある。
ミハラシ山
ピクニックロード北方の山。モミジ山に続くロープウェイがあり、山頂にはミハラシタワーがある。
土ガミ寺院
ピクニックロードにある土ガミがいる寺院。多くのノコノコ達が訪れている土ガミ信仰の聖地。
ミハラシタワー
ミハラシ山の山頂にある展望塔。レストランやオープンデッキが併設されている。赤のカミテープがあり、それをイロエンピツが守っている。
青カミテープエリア
モミジ山
その名の通りモミジが美しい山。水ガミ様の神殿がある。うずまき川の川下りの起点だが、最初は水が枯れている。
イガグリ谷
モミジ山の下部にある谷。イガグリが多く存在する。
水ガミ神殿
水ガミがいるとされる神殿。水の仕掛けが存在する。
うずまき川
モミジ山から流れている川で、OEDOランドを経由してかぜわたり谷まで続いている。
OEDOランド(オエドランド)
江戸の町をモチーフにしたテーマパーク。ニンジャ屋敷やなぞときの間がある。
なぞときの間
左右対称にすることでMAXUPハートが手に入る。
筒や
OEDOランドにある茶屋。店内ではメイプルツリーハウスのBGMのアレンジが流れる。
にんじゃやしき
OEDOランドにある屋敷。
OEDO大げきじょう
OEDOランドにあるお城の天守閣を模したタワー式劇場。青のカミテープがあり、それを守っているわゴムが園内のスタッフを捕らえている。
黄カミテープエリア
かぜわたり谷
うずまき川最下流にある谷。かぜぬけるトンネルを介してヤケスナ大砂漠へとつながっている。
ヤケスナ大さばく
広大な砂漠。最初に到着した時点では太陽がない。火ガミどうくつや太陽の祭壇がある中央部のヤケスナ大さばくを中心に6つのエリアに分かれており、古代人の集落跡もある。
キノピサンドリア
ヤケスナ砂漠地方にあるオアシスの町。キノピオの町だが最初はキノピオがほとんどおらず、ムーチョが暮らしている。町からはミギオクさばく・ヒダリオクさばくへ出られる。
キノピチュいせき
砂漠地方をかつて治めていたキノピ王朝の王墓であるピラミッド。黄色カミテープはここの最奥部にあり、パンチが遺跡を占拠してキノピサンドリアのキノピオの顔に穴をあけていた。
紫カミテープエリア
大海原
キノピオタウンから船で出られる広大な海域。キャプテン・ピオが持つ海図を手に入れると全域を調査できるようになる。最初は霧に覆われている。
プリンセスピーチ号
大海原に停泊するクルーズ船。とある事件により海上で停止しており、ボムへいの記憶にまつわる手掛かりを求めて訪れることになる。事件を解決するとクルーズが再開され、大海原で救出したキノピオたちが集まっていく。
ダイヤ島
大海原の海底に眠る菱形の遺跡。カギを持っていれば海底から内部に入れる。中には力・知恵・勇気を試す試練の場や、氷ガミ様がいる寒冷地・氷ガミ山がある。
ウナバラタワー
大海原にある高い塔。カミテープのある屋上はそのまま天空への入り口にもなっている。紫のカミテープがあり、セロハンテープが守っている。
緑カミテープエリア
てんくうスパーランド（天空スパーランド）
その名の通り天空にある浮島の温泉地帯。5つの温泉があり、各所にあるスタンプラリーのスタンプを4つ押すと5つ目の温泉に入ることができる。宴会場もあるが、クッパ城がそこに不時着している。
天使の湯
てんくうスパーランドにある温泉のひとつ。オリビアが入って折り目が戻ってしまったが、カメックによって直された。
神殿の湯
てんくうスパーランドにある温泉のひとつ。シワが治る。
ジャングルおんせん
てんくうスパーランドにある温泉のひとつ。道中分かれ道がありどちらに進むかを決めなければならない。美白に効く。クッパjr.は長く入ってイロヌケした。
クッパ城
てんくうスパーランドに不時着したクッパ軍団の本拠地。内部はオリガミ兵によって占拠されている。入口はK.K.兄弟が守っており、空からの侵入を妨害している。緑のカミテープがあり、守っているハサミによってクッパ軍団がバラバラに切り刻まれてしまう。
最終エリア
ムシブロ火口
ピーチ城が運ばれてきた火山の頂上部。
オリガミ城
元々はピーチ城だったがオリー王の憎しみの心によって変化させられてしまった城。最後のブンボー軍団であるホッチキスがいる。最奥部の玉座の間には「禁断のオリガミ」とされ願いを叶える力を持つ未完成の「千羽ツル」が飾られている。
千羽ツル（禁断のオリガミ）
一般の千羽鶴とは違って大いなる無限の能力を持つ千羽ツル。このオリガミ城の最奥部の玉座の間は「禁断のオリガミ」とされ願いを叶える能力を物つ。最終決戦ではマリオとオリビアが協力しオリーを倒し元の優しいオリーに戻したものの、千羽ツルの1羽へと生まれ変わり、そしてオリビアの最期の願い「兄上（オリー）が折ったオリガミを全部元に戻して」を叶えた後、オリビアもろともどこへともなく飛び去っていった。こうしてオリビアは自身を含むオリーによって生み出された存在全てを浄化し、キノコ王国の平和を取り戻した。